# 山口教继
山口教繼（?—1560年）日本戰國時代的武將。尾張國織田氏的家臣。櫻中村城主山口教房之子，山口教吉之父。别名左馬助，是鳴海城城主。
織田信秀統治時期，山口教繼是織田氏駐守在三河國的主要重臣，擔任三河國的鳴海城城主。信秀病逝後，由長子織田信長繼承家督。山口教繼和林秀貞等人向信長謀反，而山口教繼卻投靠今川氏。永祿3年（1560年），在赤塚之戰中被織田信長攻擊，之後山口教繼和其子山口教吉父子被今川義元命令切腹自殺。

## 资料参考
- 《信长公记》太田牛一 著
- 《丰明市史》（妙源寺文书）